# Авнев
Авнев (осет. Аунеу, груз. ავნევი — Авневи) — село в Закавказье к западу от Цхинвала. Согласно административно-территориальному делению Южной Осетии, фактически контролирующей село, расположено в Знаурском районе, согласно административно-территориальному делению Грузии — в Карельском муниципалитете.

## География
Расположено на реке Проне Восточная на юго-востоке Знаурского района в грузинонаселённом анклаве Авневи (Аунеу)—Нули между осетинскими сёлами Хетагурово (к северу) и Тулдзыта (Дидмуха) с Мугутом (к югу).

## История
С 1992 года наряду с селом Нули было заселено грузинами и контролировалось Грузией.
В 2007 году возник конфликт между российскими и осетинскими силами ССПМ с одной стороны и грузинскими силами ССПМ и местными жителями — с другой; конфликт произошёл из-за работы грузинских строителей по ремонту дороги между Авневи и находящимся на подконтрольной Грузии территории селом Никози, российско-осетинские миротворцы перекрыла строящуюся дорогу бронемашинами, местные жители пытались вытеснить их с дороги.

### Война 2008 года
Согласно грузинским источникам, село начало подвергаться обстрелам с осетинской стороны со 2 августа. Ими же заявлялось, что массивному миномётному обстрелу село подверглось 6 августа, при этом обстрел вёлся со стороны базы ССПМ в Цхинвали.
Согласно интервью местной жительницы, она вместе со своими соседями со 2 августа каждую ночь ночевали в подвале.
7 августа (к началу боёв за Цхинвали), согласно российским и осетинским источникам, в районе села концентрировались грузинские войска и военная техника, которые обменивались обстрелами с соседним осетинским селом Хетагурово и вскоре начали наступление через него на Цхинвал[Требуется независимый источник]. По словам командующего грузинским батальоном ССПМ М. Курашвили, решение открыть огонь по Цхинвали было принято после того, как артиллерийским огнем осетинской стороны было почти полностью разрушено село Авневи. В тот же день (около 17 часов) выстрелами из гранатомёта была подорвана расположенная близ села вышка грузинской сотовой связи, по грузинской версии, обстрел был со стороны Южной Осетии.
Согласно спутниковым снимкам UNOSAT, сделанными CERN 19 августа 2008 года, в селе были полностью разрушены 116 домов, а 37 были сильно повреждены.

### После войны
После августа 2008 года село опустело, его территория контролируется властями РЮО. Согласно данным «Кавказского узла», к октябрю 2008 года в Нижнем Авневи из 400 домов сохранилось целыми только два, заселённых смешанными грузино-осетинскими семьями и охраняемые осетинками из села Верхнее Авневи. В октябре также в село вернулась третья семья; согласно их рассказу, в селе оставалось 4 неразрушенных дома.

## Население
По переписи 1989 года из 1146 жителей грузины составили 77 % (905 чел.), осетины — 23 % (241 чел.). Затем, после изгнания осетинского населения в начале 1990-х гг., село до войны в августе 2008 года было населено в основном только грузинами.
По переписи 2002 года (проведённой властями Грузии, контролировавшей часть Знаурского района на момент проведения переписи) в селе жило 1022 человека, в том числе грузины составили 88 % от всего населения.
Накануне войны 2008 года грузинское население было эвакуировано в собственно Грузию, а после часть их домов была сожжена.
Перепись населения 2015 года (проведённой властями Южной Осетии) зафиксировала в селе 6 жителей.

## Известные уроженцы, жители
- В сельской школе учился Маргиев, Коста Иосифович (1922—2018), в будущем известный юго-осетинский поэт и переводчик.

## Топографические карты
- Лист карты K-38-64 Цхинвали. Масштаб: 1 : 100 000. Состояние местности на 1987 год. Издание 1989 г.